# 장승로 (인천)
장승로(Jangseung-ro)는 인천광역시 남동구 만수동에서 장수동까지 이르는 인천광역시의 도로로, 총 연장은 1.365 km이다. 이름이 유래된 것은 장승이 있었다는 옛 유래를 인용하여 제명되었다.
장수서창동의 인천대공원으로 가는 루트 중 하나이면서 장수천 벚꽃길, 장아산로, 무네미로 가로수길 등 거리가 예쁜 도로 중 하나이다.

## 역사
- 2009년 11월 16일 : 도로명으로 장승로를 고시

## 주요 경유지
- 남동구
  - 만수6동 - 장수동

## 접촉하는 도로
- 소래로
- 담방서로
- 담방로
- 무네미로
- 장아산로

## 주요 건물 및 시설
- 공작아파트 (장승로 20/만수동 1079-2)
- 인천만수고등학교 (장승로 91/만수동 605-5)

## 사진

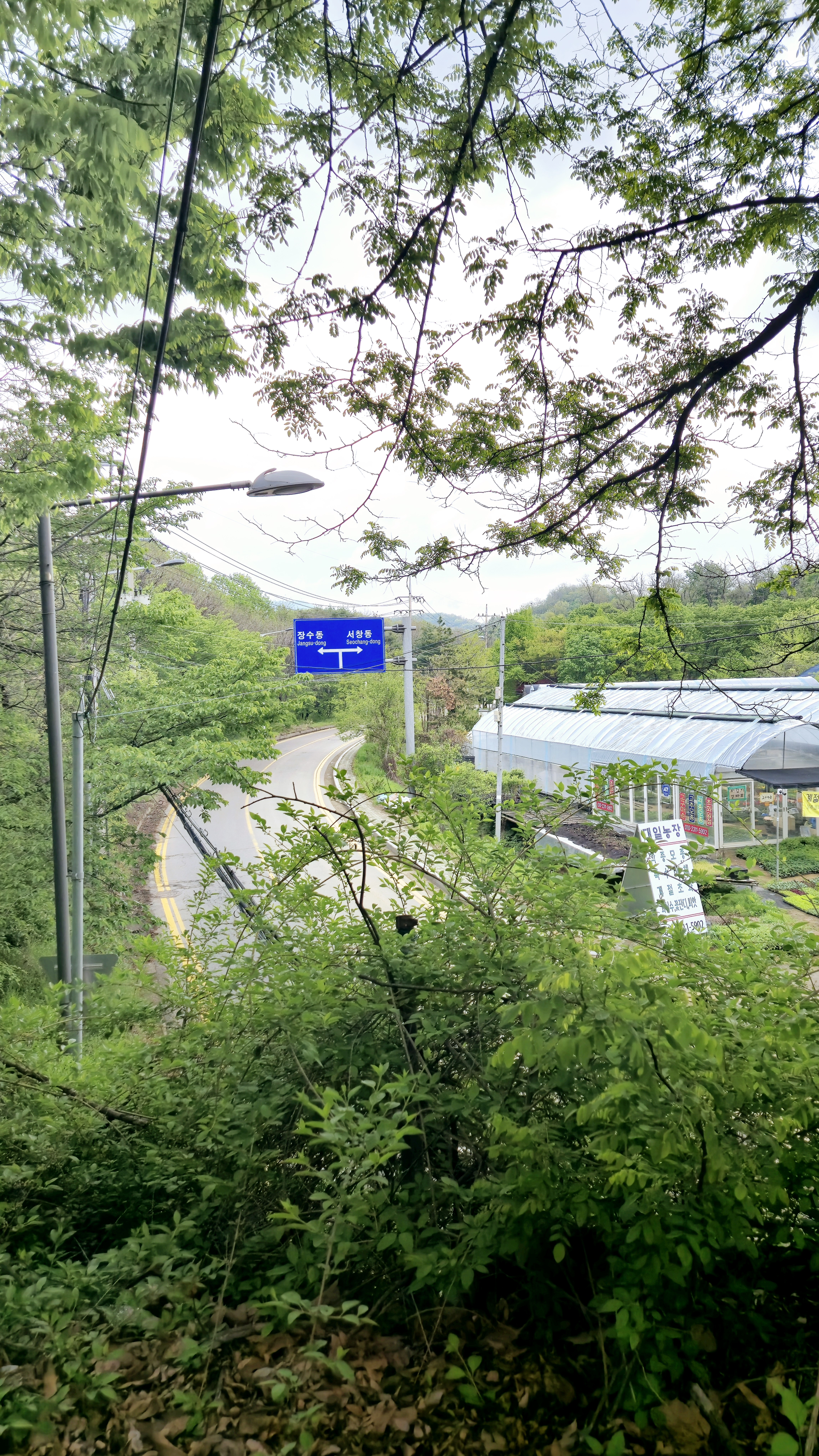
무네미로에서 내려다본 장승로
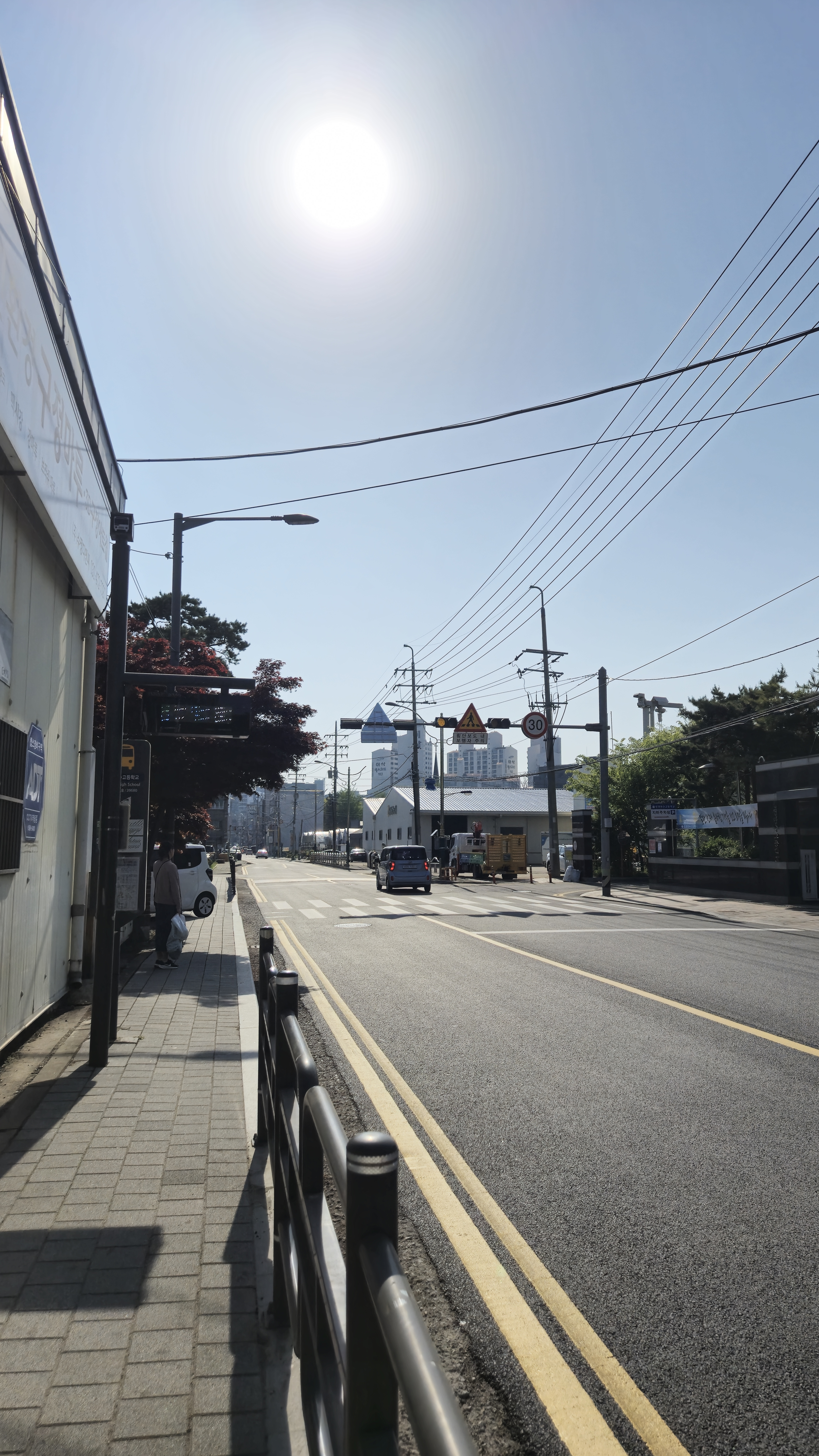
장승로(만수고앞 버스정류장, 만수6동방향)
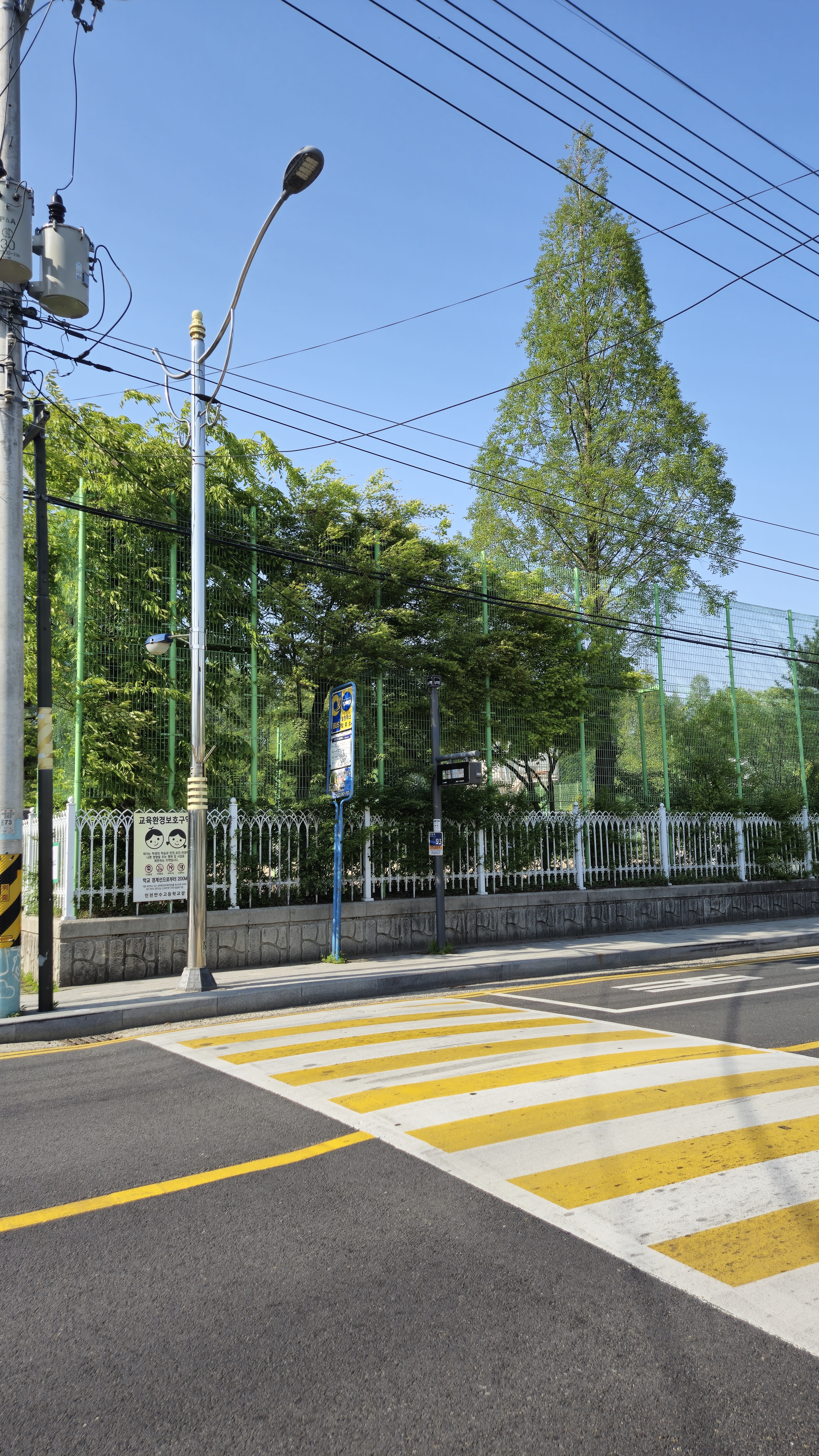
장승로(만수고앞 버스정류장, 서창동방향)
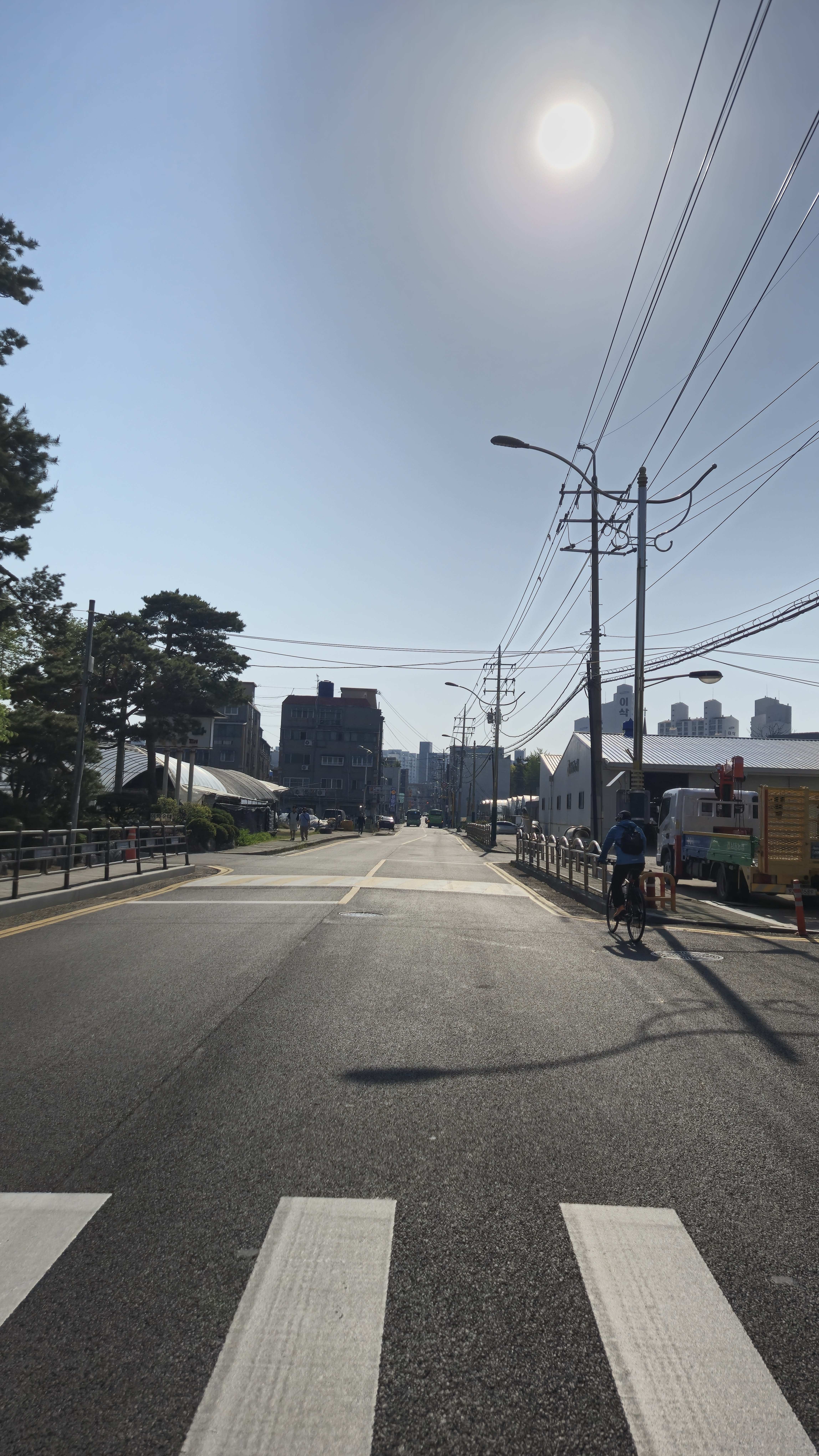
장승로(서쪽으로 해가 진다)
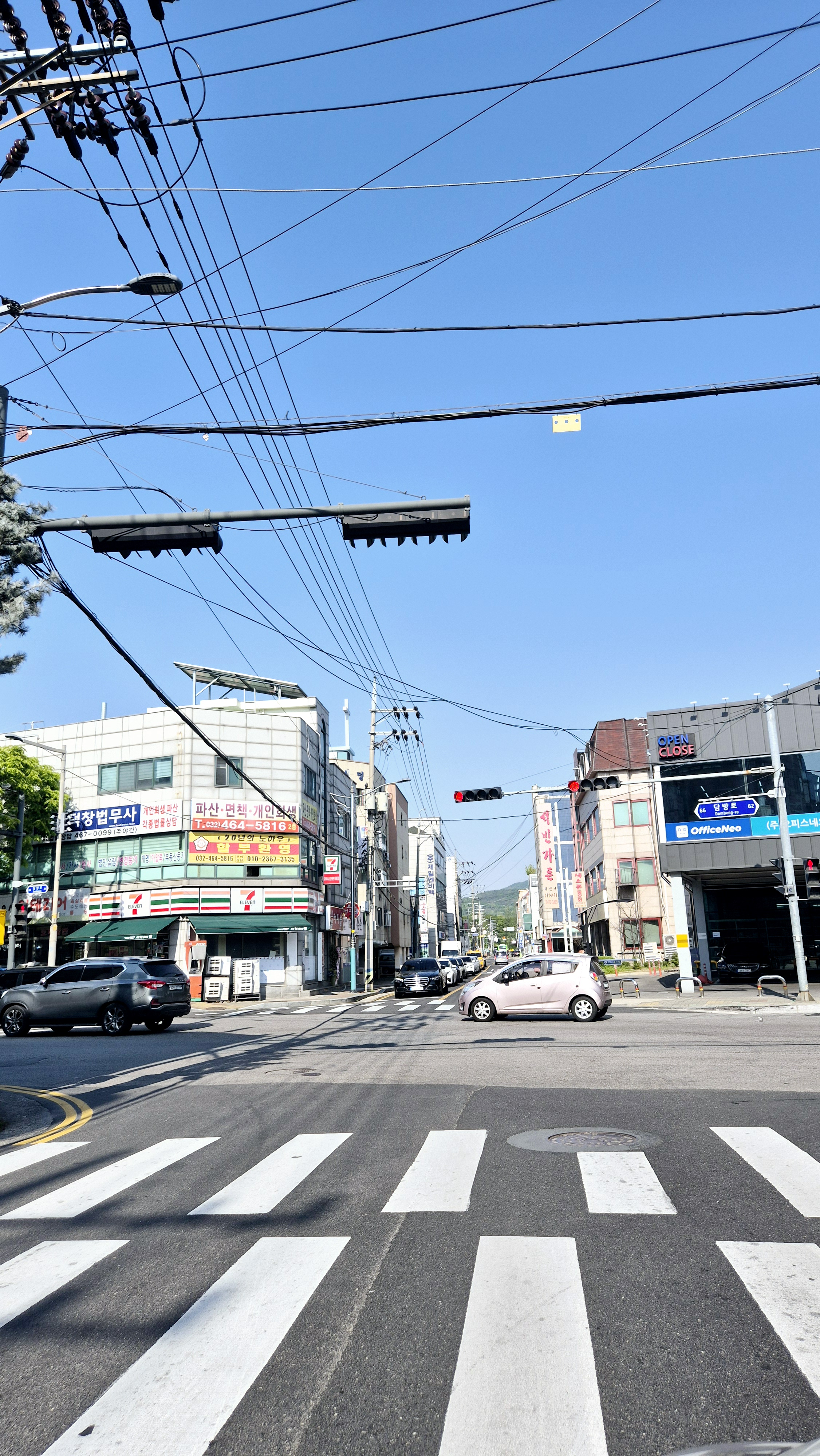
장승로-담방로 교차로
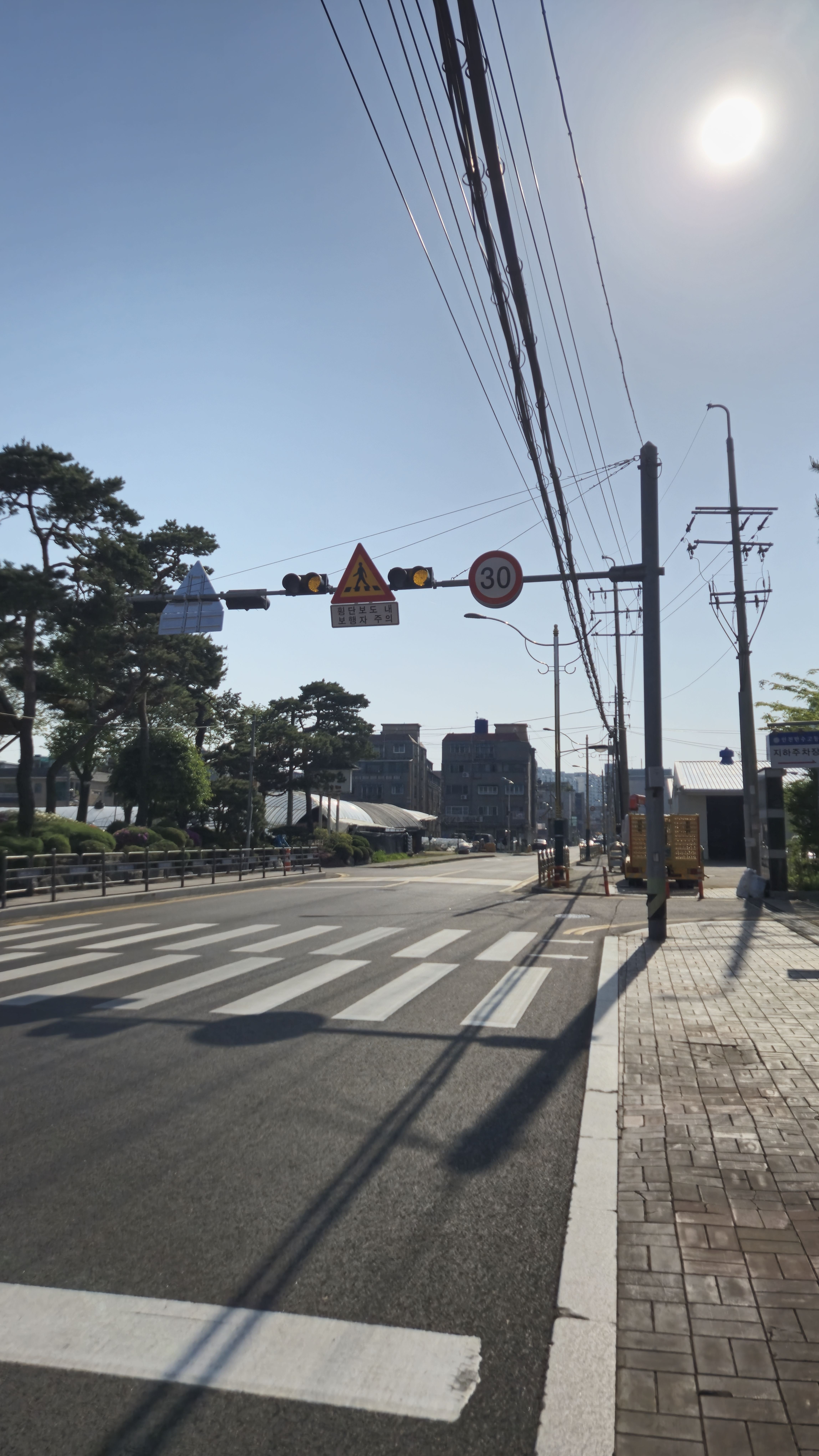
장승로 인천만수고등학교 앞
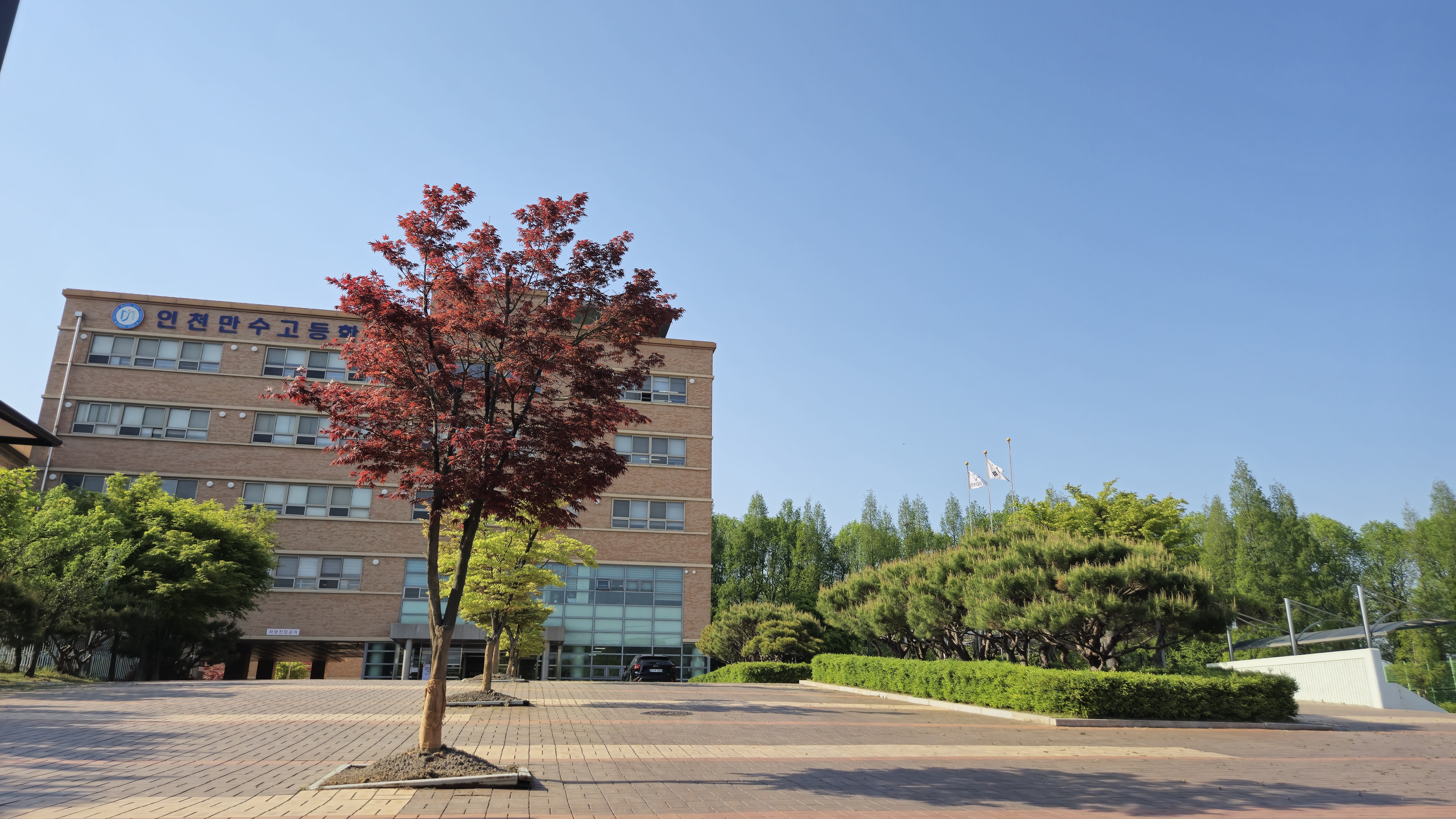
인천만수고등학교

## 같이 보기
- 장승남로